# Kněz jubilár

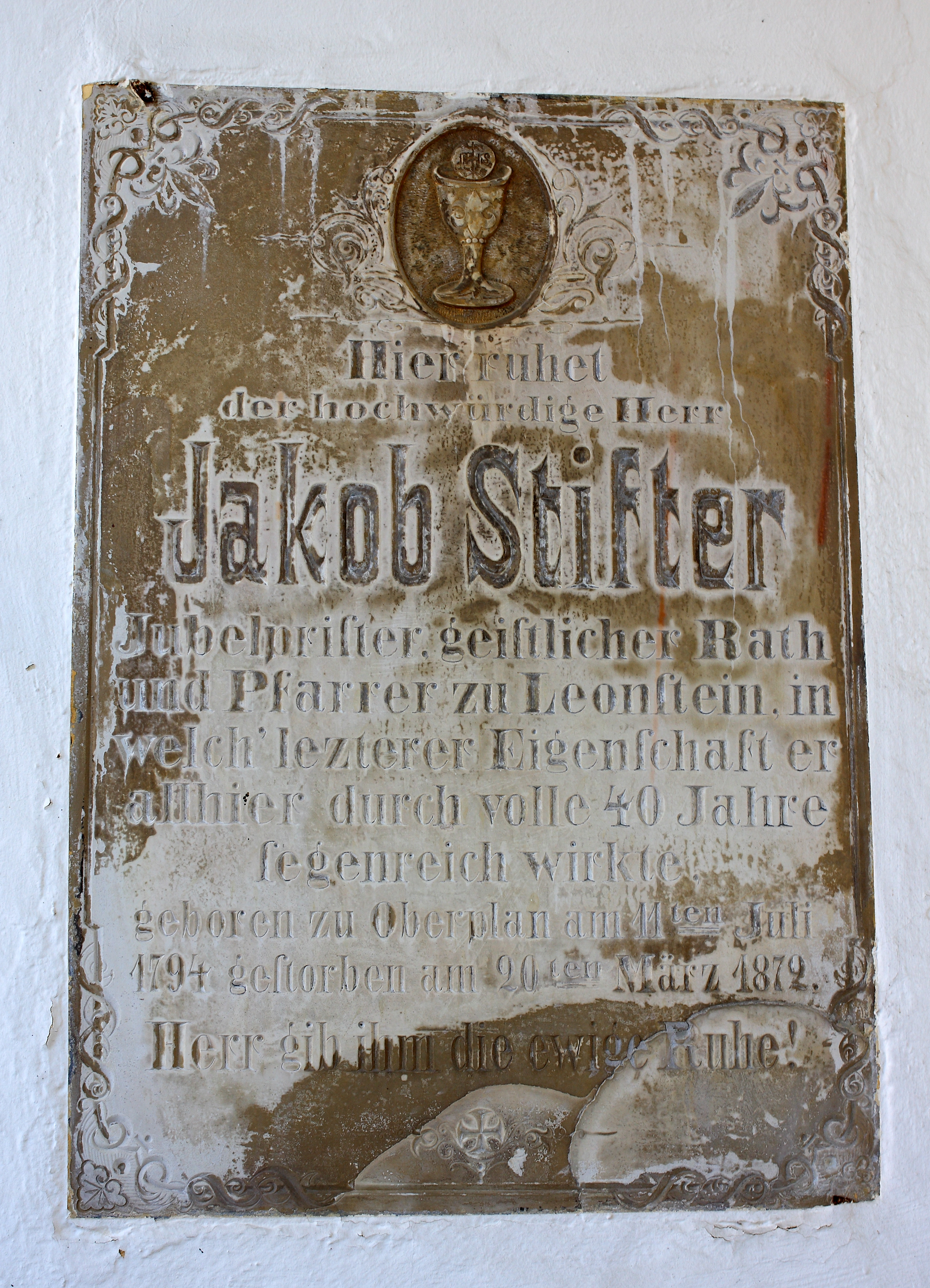
Pamětní deska faráře z Horních Rakous; je zde německy mj. titulován jako Jubelprister, tedy kněz jubilár

Kněz jubilár je v katolické církvi kněz, který se dožil padesátého výročí svého svěcení. Dosažení padesáti let kněžství bývalo zejména dříve (zhruba do poloviny 20. století) oslavováno a připomínáno a dotyčný duchovní byl jako kněz jubilár označován při výčtu svých úřadů a titulů.